# Caroline Wozniacki
Caroline Wozniacki (n. 11 iulie 1990, Odense, Danemarca) este o jucătoare profesionistă daneză de tenis. A ocupat locul 1 mondial la simplu timp de 71 de săptămâni în total. Ea a ajuns pentru prima dată pe primul loc în clasament la 11 octombrie 2010, devenind a 20-a jucătoare din era deschisă și prima dintr-o țară scandinavă care ocupă această poziție de top. În 2018, a devenit prima daneză care a câștigat un titlu major la simplu la Australian Open.
Wozniacki s-a retras la 24 ianuarie 2020, în urma unei înfrângeri în runda a treia la Australian Open. Ea a devenit comentator sportiv pentru postul american ESPN în 2022. În iunie 2023 a anunțat că revine în tenis la Canada Masters în august, vizând apoi US Open 2023.

## Cariera
Wozniacki a avut succes încă de la junioare, când printre altele a câștigat turneul de la Wimbledon în 2006 și Turneul Orange Bowl în 2005. A debutat într-un turneu profesionist WTA la 19 iulie 2005, când a jucat la Cincinnati împotriva elvețiencei Patty Schnyder, meci pierdut de daneză. Primul rezultat notabil al carierei a fost atingerea fazei sferturilor de finală la Memphis în februarie 2006.

Wozniacki în timpul finalei de junioare de la Wimbledon

În 2006 a participat la Wimbledon în premieră în concursul senioarelor, primind o invitație, dar a fost eliminată în primul tur. În schimb, a câștigat turneul junioarelor, după victoria în finala cu Magdaléna Rybáriková din Slovacia.
În luna octombrie a câștigat turneul ITF de la Istanbul, obținând primul trofeu al carierei în competițiile seniorilor. La sfârșitul anului 2006 a fost desemnată ambasadoare a Tenisului Juvenil Danez, de către Ministerul Culturii din Danemarca.
În octombrie 2007 a ajuns în premieră în semifinalele unui turneu WTA, fiind însă învinsă de Venus Williams în penultimul act la Tokio.
2008 a început pentru Wozniacki cu trei victorii la rând în Openul Australian, unde a ajuns până în turul patru. La Roland Garros, daneza a fost în premieră pe lista capilor de serie, fiind desemnată a 30-a favorită la victorie. A pierdut însă în turul trei în fața viitoarei campioane Ana Ivanović.
Primul său trofeu într-un turneu WTA a venit în luna august, când s-a impus în competiția de la Stockholm fără a ceda vreun set. A urmat apoi participarea la Olimpiada de la Beijing, unde a fost eliminată în turul trei, și apoi câștigarea celui de-al doilea trofeu al carierei, la New Haven.
În 2009, daneza a ajuns în premieră în finala unui turneu de Mare Șlem, dar a pierdut trofeul de la US Open, în fața belgiencei Kim Clijsters.
În octombrie 2010, Wozniacki a devenit lider mondial în clasamentul feminin WTA, detronând-o pe Serena Williams. Nicio altă jucătoare din Danemarca nu mai reușise această performanță.
Caroline Wozniacki s-a retras din tenisul de performanță la 24 ianuarie 2020.

## Echipament
Wozniacki folosește o rachetă Babolat AeroPro Drive GT. Are un contract cu firma de echipament sportiv Adidas. A fost desemnată de către Adidas imaginea liniei de tenis Stella McCartney în anul 2009.

## Rezultate

### Turnee de Grand Slam

#### Finale la simplu (0 titluri, o finală)
| Rezultat  | An   | Turneu  | Suprafață | Adversară în finală | Scor în finală |
| Finalistă | 2009 | US Open | Hard      | Kim Clijsters       | 7–5, 6–3       |
| Finalistă | 2014 | US Open | Hard      | Serena Williams     | 3–6, 3–6       |

### Turnee WTA Premier

#### Finale la simplu: 7 (5–2)
| Rezultat     | An   | Turneu       | Suprafață | Adversară în finală | Scor în finală |
| Finalistă    | 2009 | Madrid       | Zgură     | Dinara Safina       | 6–2, 6–4       |
| Finalistă    | 2010 | Indian Wells | Hard      | Jelena Janković     | 6–2, 6–4       |
| Câștigătoare | 2010 | Montreal     | Hard      | Vera Zvonareva      | 6–3, 6–2       |
| Câștigătoare | 2010 | Tokyo        | Hard      | Elena Dementieva    | 1–6, 6–2, 6–3  |
| Câștigătoare | 2010 | Beijing      | Hard      | Vera Zvonareva      | 6–3, 3–6, 6–3  |
| Câștigătoare | 2011 | Dubai        | Hard      | Svetlana Kuznețova  | 6–1, 6–3       |
| Câștigătoare | 2011 | Indian Wells | Hard      | Marion Bartoli      | 6–1, 2–6, 6–3  |

## Simplu: 23 (14 titluri, 9 finale)
| Câștigătoare — Legendă (înainte/după 2009)        |
| ------------------------------------------------- |
| Turnee de Grand Slam (0–1)                        |
| Turneul Campioanelor (0–1)                        |
| Categoria I / Premier Mandatory & Premier 5 (5–2) |
| Categoria II / Premier (4–2)                      |
| Categoria III, IV & V / Internațional (5–3)       |

| Finale după suprafață |
| Hard (11–6)           |
| Iarbă (1–0)           |
| Zgură (2–3)           |
| Carpetă (0–0)         |

| Rezultat     | Nr. | Data               | Turneu                       | Suprafața | Adversar în finală          | Scor în finală   |
| Câștigătoare | 1.  | 8 august 2008      | Stockholm, Suedia            | Hard      | Vera Dușevina               | 6–0, 6–2         |
| Câștigătoare | 2.  | 23 august 2008     | New Haven, Statele Unite     | Hard      | Anna Ceakvetadze            | 3–6, 6–4, 6–1    |
| Câștigătoare | 3.  | 5 octombrie 2008   | Tokio, Japonia               | Hard      | Kaia Kanepi                 | 6–2, 3–6, 6–1    |
| Finalistă    | 1.  | 26 octombrie 2008  | Luxemburg, Luxemburg         | Hard (i)  | Elena Dementieva            | 2–6, 6–4, 7–6(4) |
| Finalistă    | 2.  | 21 februarie 2009  | Memphis, SUA                 | Hard (i)  | Victoria Azarenka           | 6–1, 6–3         |
| Câștigătoare | 4.  | 12 aprilie 2009    | Ponte Vedra Beach, SUA       | Zgură     | Aleksandra Wozniak          | 6–1, 6–2         |
| Finalistă    | 3.  | 19 aprilie 2009    | Charleston, SUA              | Zgură     | Sabine Lisicki              | 6–2, 6–4         |
| Finalistă    | 4.  | 17 mai 2009        | Madrid, Spania               | Zgură     | Dinara Safina               | 6–2, 6–4         |
| Câștigătoare | 5.  | 20 iunie 2009      | Eastbourne, Marea Britanie   | Iarbă     | Virginie Razzano            | 7–6(5), 7–5      |
| Finalistă    | 5.  | 11 iulie 2009      | Båstad, Suedia               | Zgură     | María José Martínez Sánchez | 7–5, 6–4         |
| Câștigătoare | 6.  | 29 august 2009     | New Haven, SUA (2)           | Hard      | Elena Vesnina               | 6–2, 6–4         |
| Finalistă    | 6.  | 13 septembrie 2009 | US Open, New York City, SUA  | Hard      | Kim Clijsters               | 7–5, 6–3         |
| Finalistă    | 7.  | 21 martie 2010     | Indian Wells, SUA            | Hard      | Jelena Janković             | 6–2, 6–4         |
| Câștigătoare | 7.  | 11 aprilie 2010    | Ponte Vedra Beach, SUA (2)   | Clay      | Olga Govorțova              | 6–2, 7–5         |
| Câștigătoare | 8.  | 8 august 2010      | Copenhaga, Danemarca         | Hard (i)  | Klára Zakopalová            | 6–2, 7–6(5)      |
| Câștigătoare | 9.  | 23 august 2010     | Montreal, Canada             | Hard      | Vera Zvonareva              | 6–3, 6–2         |
| Câștigătoare | 10. | 28 august 2010     | New Haven, SUA (3)           | Hard      | Nadia Petrova               | 6–3, 3–6, 6–3    |
| Câștigătoare | 11. | 2 octombrie 2010   | Tokio, Japonia               | Hard (i)  | Elena Dementieva            | 1–6, 6–2, 6–3    |
| Câștigătoare | 12. | 10 octombrie 2010  | Beijing, China               | Hard      | Vera Zvonareva              | 6–3, 3–6, 6–3    |
| Finalistă    | 8.  | 31 octombrie 2010  | Doha, Qatar                  | Hard      | Kim Clijsters               | 6–3, 5–7, 6–3    |
| Câștigătoare | 13. | 20 februarie 2011  | Dubai, Emiratele Arabe Unite | Hard      | Svetlana Kuznețova          | 6–1, 6–3         |
| Finalistă    | 9.  | 26 februarie 2011  | Doha, Qatar                  | Hard      | Vera Zvonareva              | 6–4, 6–4         |
| Câștigătoare | 14. | 20 martie 2011     | Indian Wells, SUA            | Hard      | Marion Bartoli              | 6–1, 2–6, 6–3    |

## Dublu: 3 (2 titluri, o finală)
| Câștigătoare — Legendă (înainte/după 2009)        |
| ------------------------------------------------- |
| Turnee de Grand Slam (0–0)                        |
| Turneul Campioanelor (0–0)                        |
| Categoria I / Premier Mandatory & Premier 5 (0–0) |
| Categoria II / Premier (1–0)                      |
| Categoria III, IV & V / Internațional (1–1)       |

| Finale după suprafață |
| Hard (2–1)            |
| Iarbă (0–0)           |
| Zgură (0–0)           |
| Carpetă (0–0)         |

| Rezultat     | Nr. | Data               | Turneu         | Suprafața | Parteneră               | Adversare în finală              | Scor în finală |
| Finalistă    | 1.  | 26 februarie 2006  | Memphis, SUA   | Hard (i)  | Victoria Azarenka       | Lisa Raymond Samantha Stosur     | 7–6(2), 6–3    |
| Câștigătoare | 1.  | 28 septembrie 2008 | Beijing, China | Hard      | Anabel Medina Garrigues | Han Xinyun Xu Yi-Fan             | 6–1, 6–3       |
| Câștigătoare | 2.  | 21 februarie 2009  | Memphis, SUA   | Hard (i)  | Victoria Azarenka       | Yuliana Fedak Michaëlla Krajicek | 6–1, 7–6(2)    |